# 펜소켄 운송 센터 역

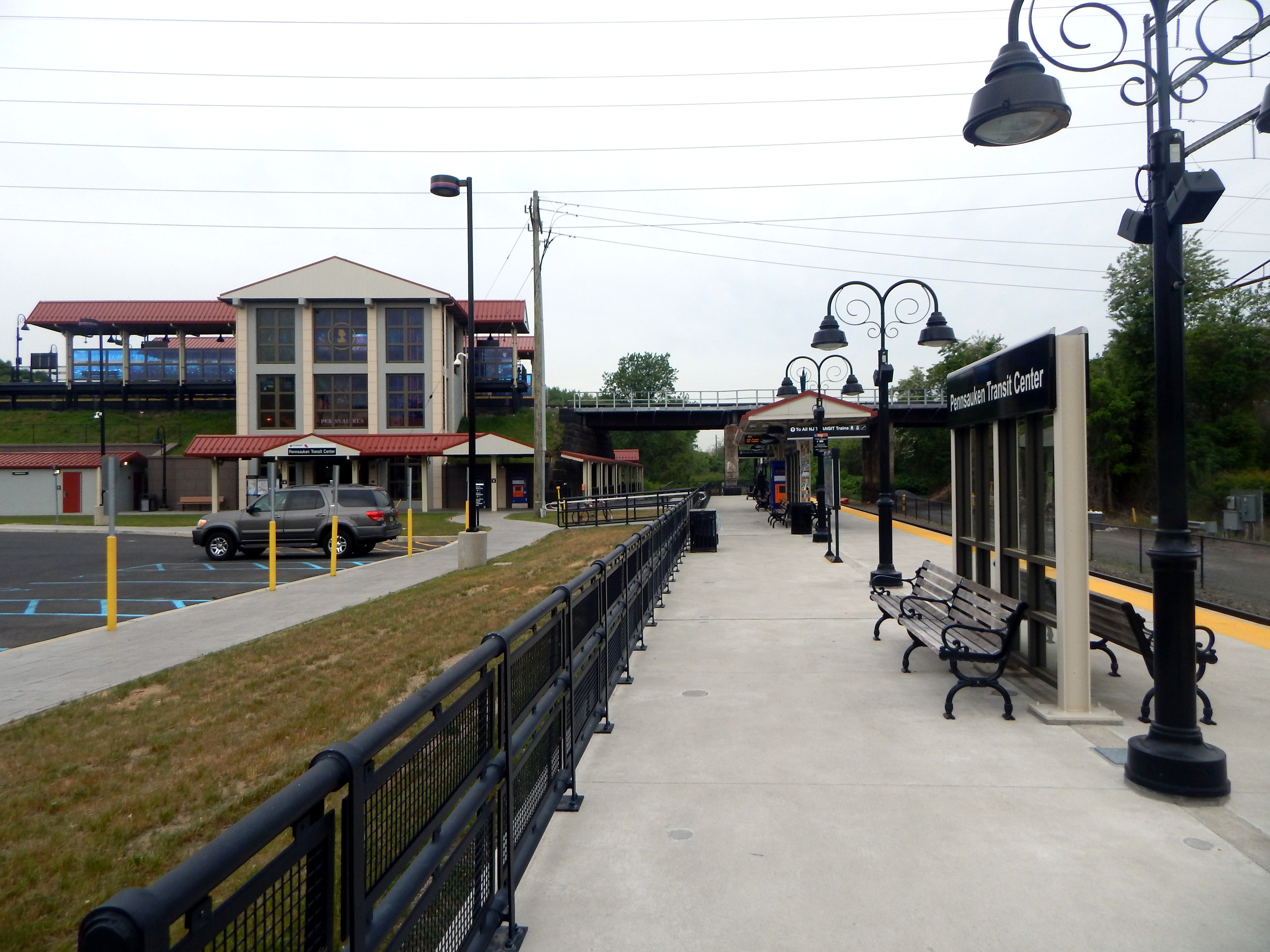
펜소켄 운송 센터 역

펜소켄 운송 센터 역(Pennsauken Transit Center)은 미국 뉴저지주 캠던군에 위치한 뉴저지 운송 기차역이다.
2년의 건설 기간 후 펜소켄 운송 센터 역은 2013년 10월 14일 개역하였다.